# Бештор
Пик Бештор (узб. Beshtor choʻqqisi) — одна из вершин Пскемского хребта на северо-востоке Узбекистана. Имеет высоту 4299 м над уровнем моря.
К северо-востоку от пика Бештор расположен пик Аделунга, который на два метра выше Бештора.